# 頭役
頭役（とうやく）は、村落の祭礼・神事に関する任務。古代においては祭祀を主宰する頭・頭人の任務、中世以後においては宮座における施設などの舗設責任者である頭人・頭屋の任務を指す。
宮座においては、頭人・頭屋が神主の役を兼ねる場合と専門の神職が神主を務め、頭人・頭屋は舗設のみを管轄する場合がある。頭役とは、この際に頭人・頭屋が行う各種の任務を指した。
頭人・頭屋は家順・くじ・名簿順などによって決められた。選ばれた者は旅行・肉食の禁止をはじめとする厳重な精進潔斎が要求され、家族にも同様のことが求められた。また、神饌・神酒・神供の調備、直会の座衆饗応など経済的な負担の大きい頭務もあった。このため、地域を複数の番に分けて番に属する各家による番役制を採ったり、頭人・頭屋が諸経費を捻出するための宮田などが設置されたりする場合があった。また、頭役を務めることで宮座及び地域全体に対して発言力を持つことが可能になるなど、特権としての要素も含まれていた。